# Sylvia Geszty
Sylvia Geszty, z domu Witkowsky, zam. Duncker (ur. 28 lutego 1934 w Budapeszcie, zm. 13 grudnia 2018 w Stuttgarcie) – węgierska śpiewaczka operowa, sopran koloraturowy.

## Życiorys
Studiowała w Akademii Muzycznej im. Ferenca Liszta w Budapeszcie. Jeszcze w trakcie studiów zdobyła dyplom w konkursie im. Roberta Schumanna w Berlinie (1956) i złoty medal w konkursie śpiewaczym im. Ferenca Liszta w Budapeszcie (1958). Na scenie zadebiutowała w  1959 roku w Węgierskiej Operze Państwowej. Śpiewała w berlińskiej Staatsoper (1961–1970) i Komische Oper (1963–1970). Związana była także z operami w Hamburgu (1966–1972 i 1973) oraz w Stuttgarcie (od 1970). W 1967 roku kreowała rolę Królowej Nocy w Czarodziejskim flecie na deskach Covent Garden Theatre w Londynie. W 1970 roku gościnnie śpiewała w Teatro Colón w Buenos Aires. Występowała na festiwalach w Edynburgu, Glyndebourne i Salzburgu. W 1967 roku wystąpiła na festiwalu Warszawska Jesień. W 1973 roku debiutowała w Stanach Zjednoczonych wraz z zespołem New York City Opera, występując w Los Angeles w roli Zofii w Kawalerze srebrnej róży.
Zasłynęła przede wszystkim jako odtwórczyni partii sopranowych w operach W.A. Mozarta. Do jej popisowych ról należała Zerbinetta w Ariadnie na Naksos, którą zarejestrowała na płycie wspólnie z Rudolfem Kempe. W 1968 roku otrzymała tytuł Kammersängerin.